# Движение „Да, България“
Движение „Да, България“ е дясноцентристка либерална политическа партия, учредена на 7 януари 2017 г. Главните цели на партията са съдебна реформа и демонтиране на корупционния модел.

## История
Христо Иванов, бивш министър на правосъдието в служебното правителство на Георги Близнашки, наследен във второто правителство на Бойко Борисов, обявява на 9 декември 2016 г. своя политически проект, който впоследствие прераства в политическа партия Движение „Да, България“. Учредители са 77 души, начело с Христо Иванов, Кристиан Таков, Мануела Малеева и популярни имена от различни сфери на обществения живот.
Партията е учредена формално на 7 януари 2017 г. Учредители на партията са 1235 души при очаквани 800 и необходими 500.

## Организация
- Национална конференция – свиква не по-рядко от веднъж на три години.
- Национален съвет – състои се от Председател на Движението и не по-малко от 50 членове, избрани от Националната конференция.
- Председател – ръководи осъществяването на текущата политическа дейност и представлява движението в отношенията с други лица.
- Изпълнителен съвет – оперативен ръководен орган и се състои от Председателя на Движението и не по-малко от 6 членове, избрани от Националния съвет за срок от 3 години.
- Национална контролна комисия – контролен орган. Състои се от седем редовни и трима резервни членове, избирани от Националната конференция за срок от три години.

## Основна цел на Движение „Да, България“
Демонтиране на корупционния модел на управление на страната, реформиране на правоохранителната система и установяване върховенство на закона.

## Символи
Думата „да“, изписана с главни букви, поставена в кръг, и непосредствено до нея думата България, завършваща с удивителен знак. Над думата България е изписана думата „движение“ с главни букви. Цветовото съчетание при изобразяване на символите е светлозелено и лилаво.

## Ръководство
Ивайло Мирчев и Божидар Божанов– Съпредседатели

### Изпълнителен съвет
13 членове: Антоанета Цонева, Атанас Славов, Божидар Божанов, Бойко Димитров, Веселина Александрова, Елена Церовска, Златко Куртев, Ивайло Мирчев, Константин Павлов, Надежда Йорданова, Стела Николова, Христо Иванов, Яна Тодоранова.

## Инициатива Български манифест за Европа
На 18 ноември 2017 г. „Да, България“, ДСБ, „Зелените“, ДЕОС и БЗНС обявяват заедно инициативата Български манифест за Европа.
Платформата е надпартийна, като целта ѝ е да бъдат обединени активни личности, които да отстояват пълноценния европейски път на страната ни. Да се върне „усещането за посока“ на българското общество.

## Обединение „Демократична България“
На 12 април 2018 година „Да, България“, заедно с „Демократи за силна България“ (ДСБ) и „Зелените“ (преименувани малко по-късно на „Зелено движение“), става съучредител на дясно-центристкото обединение „Демократична България“. Трите партии се обединяват след като няколко месеца водят разговори за сътрудничество на следващите избори.

## Участия в избори

### Парламентарни избори (2017) иКоалиция Движение „Да, България“
След опит партията да бъде спряна от участие в предсрочните парламентарни избори на 26 март 2017 г. чрез жалби, Движение „Да, България“ решава да се коалира със „Зелените“ и ДЕОС, за да участва в изборите. За целта е необходима изцяло нова подписка с поне 2500 валидни подписа. За един ден партията успява да събере 20 хиляди, така че става възможно регистрирането на Коалиция Движение „Да, България“, в която влизат „Зелените“, ДЕОС и кандидати от ПП „Да, България“.
Коалицията получава 101 177 действителни гласа или 2,96% от гласувалите, поради което не влиза в XLIV народно събрание. От тези гласове 46 273 или 45,7% са подадени в София и 11 413 или 11,3% в чужбина, тоест общо 57% от подкрепилите я са в столицата или зад граница. В останалите избирателни райони в България резултатите ѝ варират между 282 гласа или 0,33% в Кърджали, 325 гласа или 0,54% в Търговище, 450 гласа или 0,75% в Разград (три най-ниски процентни резултата) и 2281 гласа или 1,94% в София област, 5596 гласа или 2,66% във Варна, 6714 гласа или 4,26% в Пловдив град (три най-високи процентни резултата).

### Избори за Европейски парламент (2019)
Изборите за Европейски парламент се провеждат на 26 май 2019 г. На тях „Да, България“ се явява като част от Обединение Демократична България, в което участват още „Демократи за силна България“ и „Зелено движение“.
Кандидатите на „Да, България“ за кандидатската листа на Обединение „Демократична България“ в изборите за Европейски парламент са избрани между 4 и 10 февруари 2019 г. на предварителни вътрешни избори.
Вътрешните избори са проведени чрез електронно дистанционно гласуване – първото електронно гласуване в България, и по пощата, след регистрация. В гласуването участват 5896 души.
Резултати от гласуването за кандидатска листа на „Да, България“:
1. Стефан Тафров
2. Мария Спирова
3. Алина Добрева
4. Велизар Шаламанов
5. Емил Георгиев
6. Цвета Дряновска
7. Сева Памукчиева
8. Михаил Панайотов
9. Георги Кралев
10. Владимир Джувинов
11. Николай Христов
12. Александра Стеркова
13. Александър Сандев
14. Кирил Мучев
15. Момчил Якимов
16. Ивайло Ганчев
17. Михаил Цеков

### Местни избори (2019)
На 27 октомври 2019 г. се провеждат местни избори в Република България. След балотаж на 3 ноември 2019 г. кандидат-кметовете на „Демократична България“ печелят в 8 района в София: „Лозенец“, „Оборище“, „Красно село“, „Слатина“, „Овча купел“, „Триадица“, „Средец“ и „Студентски“.

### Президентски избори (2021)
Политическа партия „Зелено движение“, ПП „Демократи за силна България“ и ПП Движение „Да, България“ обявява своята политическа подкрепа за кандидатурата на съдия Лозан Панов за президент на република България.